# Geographical Review
Geographical Review — ежеквартальный рецензируемый академический журнал, издаваемый Routledge от имени Американского географического общества. Он охватывает все аспекты географии. Главный редактор — Дэвид Х. Каплан (Кентский университет штата Огайо).

## История
В 1852 году Американское географическое общество начало издавать свой первый академический журнал «Bulletin [and Journal] of the American Geographical Society». Это издание продолжалось до 1915 года, когда его сменило «Geographical Review» (Географическое обозрение) под руководством директора Американского географического общества Исайи Боумена.
К влиятельным редакторам относятся Глэдис М. Ригли, которая работала редактором с 1920 по 1949 год, и Вилма Б. Фэйрчайлд, которая редактировала журнал с 1949 по 1972 год. Дуглас Макманис редактировал журнал с 1978 по 1995 год, и ему приписывают сохранение наследия высоких научных стандартов, установленных его предшественниками.

## Премия Ригли-Фэйрчайлд
Премия Ригли-Фэрчайлд была учреждена Американским географическим обществом в 1994 году как способ популяризации научных работ среди новых учёных, публикуемых в Geographical Review. Премия вручалась каждые три года автору лучшей статьи начинающего учёного, опубликованной в последних трёх томах Geographic Review. Начиная с 2020 года премия Ригли-Фэйрчайлд (Wrigley-Fairchild) будет присуждаться ежегодно. Премия названа в честь предыдущих редакторов Глэдис М. Ригли и Вилмы Б. Фэйрчайлд, которые редактировали журнал в общей сложности 52 года.

## Абстрагирование и индексирование
Журнал реферируется и индексируется в:
- Aquatic Sciences and Fisheries Abstracts[англ.][8]
- CAB Abstracts[англ.][9]
- Current Contents/Social and Behavioral Sciences[10]
- EBSCO databases[англ.][8]
- Geobase[англ.][11]
- International Bibliography of the Social Sciences[англ.][8]
- ProQuest databases[англ.][8]
- Répertoire International de Littérature Musicale[англ.][8]
- Scopus[12]
- Social Sciences Citation Index[англ.][10]

По данным Journal Citation Reports, импакт-фактор журнала на 2018 год составляет 1,636.